# Kníže Kyj
Kyj (ukrajinsky Кий) byl legendární kníže Polanů, zakladatel Kyjeva a jeho první vládce. Zmínku o něm a o spoluzakladatelích Kyjeva, jeho dvou bratřích Ščekovi a Choryvovi a jeho sestře Libědí, lze nalézt v díle Pověst dávných let kronikáře Nestora, který však sám zmiňuje i možnost, že Kyj nebyl kníže, ale pouze převozník na Dněpru.
Podle Nestora odešel po založení Kyjeva se svou družinou do Cařihradu, kde sloužil jednomu z císařů. Později založil na dolním Dunaji město Kyjevec, kde se chtěl usídlit, ale okolní kmeny ho vyhnaly, a tak se vrátil do Kyjeva.